# 范学淹
范学淹（はん がくえん、英語：Peter Joseph Fan Xueyan、1907年12月29日 - 1992年4月13日）は、カトリック保定教区司教である（1951年4月12日 - 1992年4月13日）。

## 生涯

### 生い立ち
1907年（清の光緒33年）2月11日（陰暦12月29日）、中国河北省保定から東に30里離れた清苑県小望亭村に生まれ、名を玉貴といった。父母共に敬虔で善良なカトリック教徒であり、1900年の義和団の虐殺の厳しい試練に遭遇したが幸いにも生き延び、信仰は堅固で、家は裕福で人には気前が良かった。
生まれてから八日目に小教区の神父の手により受洗し、霊名をペトロといった。

### 保定：修練院と小神学校
父母と小教区の神父の養育を受け、幼くして修道生活を志した。1918年、11歳で保定の西関修練院に入って学習し、1920年に聖ヨゼフ小神学校へ転入した。
1927年、20歳の范神学生といとこの楊慕時（洗礼名マタイ）は一緒に北京の西直門外大柵欄聖文生石門大神学校へ送られ、哲学と神学を学んだ。この時、彼の母親は、彼が還俗して家に戻ることを希望し、彼の結婚のお膳立てまでしたが、それに動じることなく、修道生活を続けた。

### 北京：大神学校
范修道士が北京石門大神学校に入ったちょうどこの年に、在華教皇使節チェルソ・コスタンティーニ司教が修道院を視察し、彼等の才能を見て非常に褒め、彼等をローマのウルバノ大学で深く研究させるために送った。

### ローマ：ウルバノ大学
1934年年末、范神学生は神学・哲学課程を修め、教会法博士の学位を取得した。同年12月22日にローマで司祭に叙階された。彼は初ミサで自分を特別に中国教会の守護聖人である聖ヨゼフに奉献し、聖ヨゼフのように生涯をイエズス・キリストに仕え、聖母マリアを熱愛することを望んだ。そして、自分の元の洗礼名であるペトロの後にヨゼフを付け加え、それから彼の霊名はペトロ・ヨゼフ（Peter Joseph）となった。

### 保定教区
1935年、范学淹神父といとこの楊慕時神父は、共にローマを離れて宣教のために帰国した。楊神父は南京教区で于斌司教の秘書を担当し、范神父はすぐに保定教区に戻り、困難な環境の山地で布教した。

### 徐州教区
1940年、保定教区は徐州教区郃軼欧（Philip Côté）司教の要請に応じ、范学淹神父と本教区の朱友三・安比約・趙保禄・陳比堯・侯鴻佑等九人の神父を派遣して徐州に活動に行かせた。范神父は徐州市に派遣され、教会の中学の歴史教師をした。1941年12月7日、太平洋戦争が勃発し、徐州教区の40名の外国人神父は全て上海の徐家匯大聖堂に集められ、かなり多くの小教区は神父が足りなくなり、范神父は蘇州と魯州の境界近くの碭山県侯荘村に転任となり、小教区の神父を担当した。戦争期間中、侯荘村は日本軍・汪兆銘軍・国民党軍・八路軍等の各派が絶えず出沒する地方で、范神父は複雜な環境で信徒が正常な信仰生活を維持するのに尽力し、同時に各派の軍隊の騒動に注意深く対処した。このような環境の中で、天主は神父に逆境で知恵と忍耐力をつけさせ、彼の信仰を固めたのである。

### 湖北
1944年、范学淹神父は転任となり徐州を離れた。1945年、日中戦争は終わり、范神父は湖北省の宜昌に移り、難民救助と司牧の仕事に従事した。1949年、中国大陸の政局は変化し、范神父のかなり多くの親友と聖職者がこのときに中国大陸を離れた。だが、他は中国大陸に留まることを望み、漢口で教会の不動産を管理していた。范神父は「私は中国人で、我の招命は中国にある、たとえわたしが中国で死んだとしてもそれも中華民族への祝福であると信じている。これは天主が我々の民族に対して認めることで、この土地の奉げものとこの民族の子供を受け入れたからである」と語った。

### 保定教区司教
1951年4月12日、ローマ教皇庁は范神父を保定教区司教に任命した。6月24日（聖ヨハネ誕生の祝日）に范神父は漢口聖ヨゼフ大聖堂で聖別を受けて、教皇庁と教皇に対する絶対の服従と、死んでも中国を離れずかつ自分の教区を離れないことを誓った。
保定教区は周済世司教が1946年に江西省南昌教区の大司教に挙げられて以来、既に5年近く司教職の欠員があった。范司教は着任してから、保定教区が麻痺して数年になる教区体制を回復を講じた。

### 迫害
1958年初春、范司教は保定天主教愛国会の準備会議で教皇からの離脱を目指した「三自愛国運動」に反対し、同年5月に政府の周到に計画した批判闘争大会で批判され、労働改造十年の判決を受けた。そして黄驊県労改農場と安新県大坨子労改廠で刑に服した。これと同時に、中国天主教愛国会は已に司祭職を離れて数年になり、妻子のいた王其威が范司教の職位を引き継ぎ、並びに献県教区の趙振声により聖別されたが、この任命は未だに教皇庁の認可を受けてはいない。1969年年末、范司教の刑は満期になり釈放されて原籍の小望亭村に戻ったが、「黒四類」とされ続けて監視を受け、毎日煩雑な体力のいる労働に従事し、それは11時間の長さに達した。
1976年、教皇パウロ6世は自ら筆をとって范司教に手紙を送り、彼に対する配慮と慰めや賞賛、祝福を示した。1977年11月、范司教は教皇の賞賛を受けたことにより政府の怒りを招き、再び拘束された。1978年4月15日、「范学淹をリーダーとする天主教反革命集団」という罪名で再び逮捕された。
1980年1月4日、中国の政局は既に大きな変化が起こり、この時の范学淹の件の再審結果は無罪という判決で釈放された。1月20日、范司教は南大冉看守所から釈放され、原籍の小望亭に戻った。1月26日、彼は労働改造を解除されたばかりの元保定教区神父である姫永賢・曲景楓をそれぞれ徐水県安家荘村・墳台村・椿木峪村・師荘村と清苑県東閭村等の地へ派遣し、天主教愛国会に参加したことのある神父を多くの信徒の面前で罪を悔い改めるようにした。

### 司教聖別
1981年1月1日、范司教は徐水県安荘村の熱心な青年安樹新の学識の不足を顧みずに彼を司祭に叙階し、同年の枝の主日には、范司教は清苑県田各荘村のサレジオ会修道士蘇志民も司祭に叙階した。范司教は「現階段で我々は完璧な神学校を持つことは出来ず、我々の神父も聖トマス・アクィナスと同じように学問を究めることは出来ない。だが、我々の司祭は皆聖ジャン・マリー・ヴィアンネのような聖徳を備えている。知識は最も重要なものではなく、ただ德行が首位を占めるのである」とした。さらに、范司教は「知識が足りなくても、叙階された神父はまだ再び学べるが、品行方面では曖昧であってはならない。これはその時代とその特殊な環境下の招命に関わる指導原則である」と語った。
この後、正定教区神父の賈治国・易県教区神父の周善夫・天水教区神父の王弥禄をそれぞれ正定教区・易県教区・天水教区の司教に聖別した。並びに賈司教に趙県教区神父の閔慶昌を司教聖別するのを託した。連絡が不便なため、范司教の行動はローマ教皇には指示を請わず、事の後に自分で私的に司教を聖別した事情を教皇庁に報告し、処分を受けるという意思を示した。教皇ヨハネ・パウロ2世は范司教を処分しなかったばかりか、書簡で彼に特権を授け、「一切の事は、貴方が先に処理を決め、その後に私に取りまとめて報告すればよい」とした。。この後、河北省の地下カトリック教会は迅速に拡大し、1995年末までに河北省の地下司教は累計で27名（その内の13名は故人）に達した。愛国会がコントロールする自選自聖の非合法の司教は僅か10名（その内2名は故人）であった。地下カトリック教会は保定・張家口・石家荘・邢台・邯鄲5市の大部分の聖堂を押さえ、その配下または影響下にある信徒は150万人以上に達した。
1982年4月13日、范司教は司教を聖別し、教皇に手紙を書いてその指示を願ったことにより、三度目の逮捕をされた。そして「裏で外国と通じ、私的に司教を聖別した」という罪で十年の刑の判決を受け、河北省第二監獄で刑に服した。
1987年11月17日、政府は国際社会の世論に迫られ、81歳の范司教を仮釈放して彼を保定市の旧道大堂に軟禁した。

### 「十三条」
1988年1月3日、范司教は一人の来訪者に天主教愛国会に関する問題の問答を「十三条」に整理して回答し、中国カトリック教会では地下教会だけでなく広く伝わり、各地の信者はしきりに応え、「愛国会」に抵抗する波は次第に高まっていった。彼は愛国会の神父は分裂した教会ですでに神権を失っており、カトリック信徒は愛国会の神父が司式するミサに参加せず、彼らに対して聖体拝領をしてはならないとした。その影響を受け、甘粛平涼教区の馬驥司教も《我的声明》を発表し、これも中国カトリック教徒の間で騒ぎとなった。

### 中国大陸司教団団長
1989年11月20日、中国大陸カトリック教会の各地の忠実な司教と司教代表は陝西省の三原教区高陵県張二冊村にこぞって集まり、秘密裏に会議を開き、ここに「完全に教皇の指導を受け入れ、そのカトリック教会との徹底した一致を維持する「中国大陸司教団」が成立した。当時范司教は軟禁されており、自ら出席することは出来なかったが、教区長一致の推挙で、范司教を初代団長に選出した。范司教は公然と地下カトリック教会の指導者となった。

### 殉教
范司教の強大な影響力による「中国大陸司教団」の成立は、中国政府を震撼させた。1990年11月3日、范司教は保定の司教館から政府により秘密裏に連れ去られ、石家荘の烈士陵園内で一ヶ月滞在した後、密かに河北省承徳寛城県潘家ダム内の一小島に押し込められた。
1992年4月、84歳の范司教は中国共産党当局から残酷な仕打ちを受け、過酷な仕打ちと飢えの後、終にその命を神に捧げ、中国大陸の偉大な殉教者となった。1992年4月13日、当局は大勢の公安武装警察を動員して、緑色のビニール袋の中に范司教の亡骸を入れて河北清苑県小望亭聖堂の入り口に放置した。范司教の死体は痩せ衰え、目は窪み、血と傷の痕に覆われ、顔は悲しみを帯び、正視するのに忍びなかった。数日の内に、15万人が全国各地から尊敬すべき范司教を弔問に来た。4月24日午後になって埋葬し、4万名もの信徒が埋葬を見送った。

### 死後
この後に保定教区の司教を引き継いだ蘇志民と安樹新も相次いで東閭の大迫害中に逮捕された。2001年5月22日には范司教の墓は政府により平にされた。2004年4月5日から4月14日にかけてカトリック正定教区地下教会の賈治国司教は逮捕されたが、その目的は范司教の記念活動を恐れたためであった。
現在、多くの中国人信徒がバチカンに対して列聖調査を望んでいるという。